# Maquera

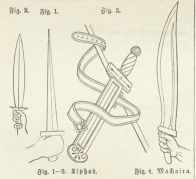
Espadas antigas, fig. 1-3: xifo, fig. 4: maquera.

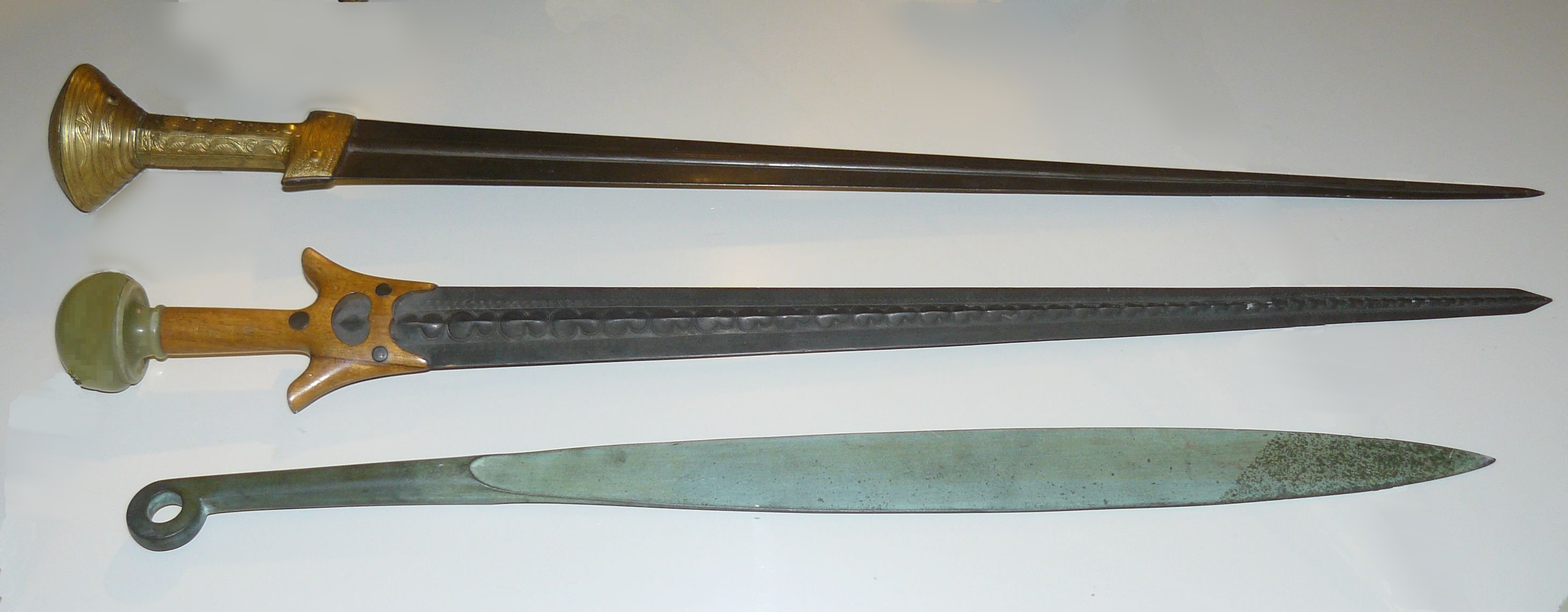
Réplicas de espadas micénicas, a última das quais é uma maquera.

A maquera ou maquério (do grego latinizado, proveniente, por sua vez de μάχαιρα mákhaira, plural mákhairai em grego antigo), no contexto da Antiguidade Clássica, trata-se de um determinado tipo de arma de corte, geralmente um facão ou uma espada curta, ambos de um só gume. 
Nos textos gregos antigos,"μάχαιρα" é um termo muito polissémico e pode referir-se a um vasto leque de objectos cortantes, desde facas pequenas, como bisturis, até espadas curtas. Sendo certo que, nos contextos marciais, o termo "μάχαιρα" é amiúde aplicado para designar espadas de um gume só, com lâmina de folha recta ou recurva. 
Os historiadores modernos reconhecem uma certa dificuldade ao diferenciar a maquera da cópis, visto que, para os autores clássicos, dependendo da época e do contexto, há ansa para uma certa sinonímia entre os dois termos.
Com efeito, mesmo os autores mais rigorosos, dentre os quais se sobressai Xenofonte, destacado militar, há instâncias em que parecem tratar-se do mesmo objecto, (por exemplo, no tratado "Da Equitação" de Xenofonte, a maquera e a cópis indistinguem-se, por contraste com o xifo), ao passo que noutros textos, dos quais também se contam alguns de Xenofonte (por exemplo a Ciropédia), parecem tratar-se de armas diferentes. 
As distinções  entre as duas armas, a que nos podemos apegar mais concretamente,  prendem-se com a curvatura das lâminas, sendo que a maquera tanto pode ter lâmina curva ou recta, ao passo que a cópis teria sempre necessariamente uma lâmina côncava. A maquera era tendencialmente usada como arma de corte (atenta a descrição dada por Xenofonte no tratado " Da equitação") ao passo que a cópis é tendencialmente usada como arma perfurante, sendo certo que há alguns exemplares de maqueras e de cópis que são armas  corto-perfurantes.
Só a partir do século IV a.C e em algumas circunstâncias é que significou espada de guerra.
Quando se trata duma espada, não aparece quase nunca associada concretamente a um tipo específico, nem a um povo em particular. Mesmo Xenofonte, na passagem, em que identifica a maquera como uma espada de um só gume, mormente usada pela cavalaria, não a circunscreve especificamente aos gregos, persas ou a outros povos.
Em todo o caso, é mais consensual que o termo maquera se reporte especialmente a espadas destinadas a desferir talhadas, do que a armas pontiagudas feitas para desferir estocadas. Este será, ulteriormente, o sentido colhido por Isidoro de Sevilha.
A  maquera, enquanto espada cortante,  pode ser de folha recta, ou não, mas, em todo o caso, não seria côncava, como a cópis. 

## Etimologia
O termo μάχαιρα será fruto dos étimos gregos antigos μάχη (mákhe) que significa "batalha" e μάχεσθαι (mákhesthai) que significa "batalhar; guerrear". Nesta linha de análise, vale lembrar o prefixo do grego antigo μαχία (-máquia) que também significa "luta, batalha, defronto" e que ainda hoje tem reflexo no português moderno nalgumas palavras como tauromaquia (touradas) ou gigantomaquia (a guerra dos gigantes contra os deuses).
Em grego moderno μαχαίρι significa "faca".

## História

### Período Homérico

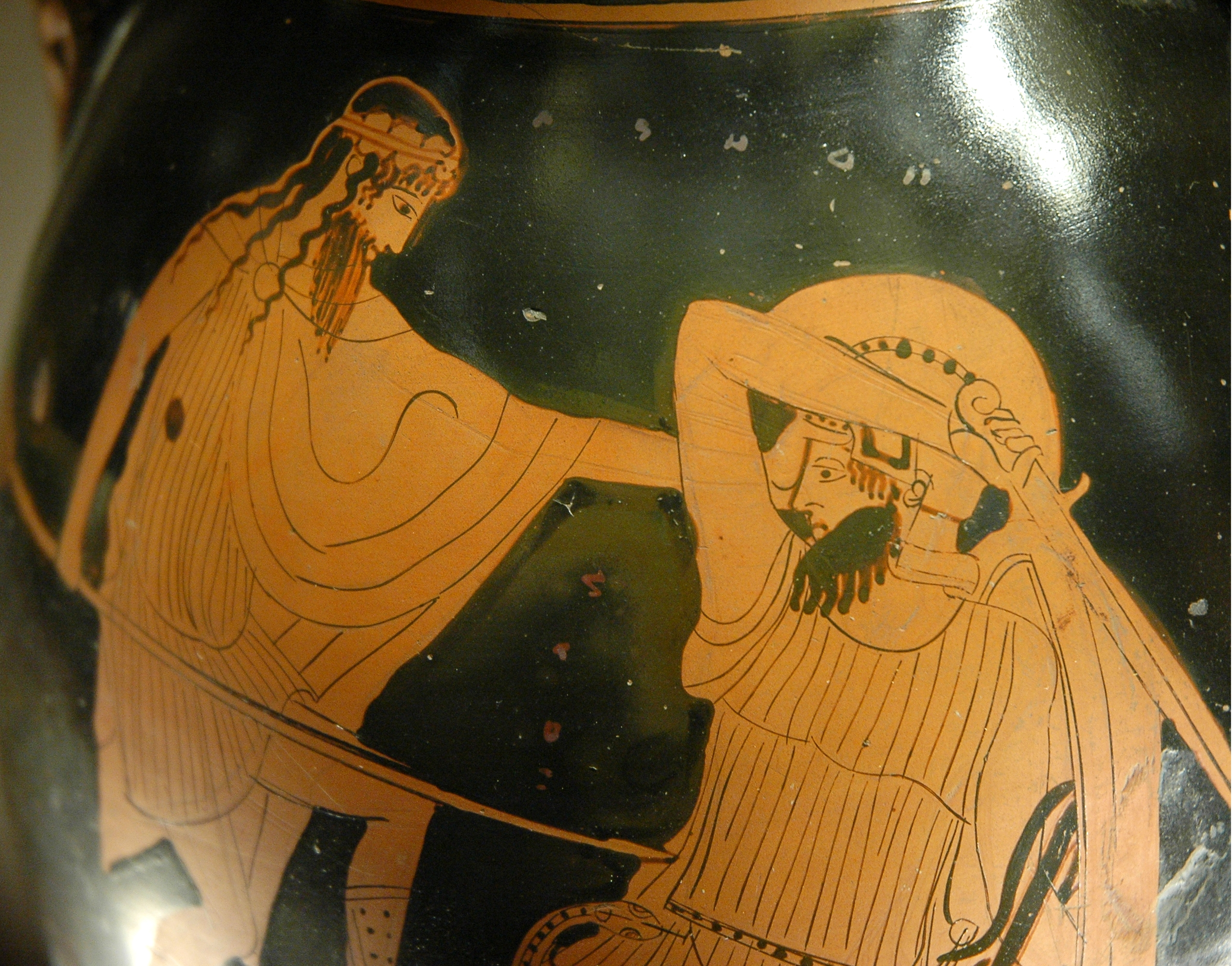
Dioniso a debelar o gigante Eurito durante a Gigantomaquia. O gigante empunha uma maquera

O termo maquera aparece várias vezes na Ilíada de Homero, mas não avulta como arma de combate, em vez disso trata-se de uma faca, seja como faca de cutelaria doméstica comum, seja como uma espécie de navalha multiusos, posta junto à bainha das espadas (Ilíada, cap.III) e que poderia servir, por exemplo, para extrair a ponta de uma flecha de uma ferida (Ilíada cap. XI). 
Noutras ocasiões, a maquera é retratada como um mero artefacto ornamental, sem motivos para que pudesse ser tida como uma arma de guerra (Ilíada, cap. XVIII). 

### Período Arcaico e Clássico
No entanto, em meados do século V a.C., Heródoto de Halicarnasso fazia menção da maquera, para se referir a um cutelo de carniceiro ou de cozinha e não a uma arma de guerra. Com efeito, encontram-se imagens desse tipo de cutelo em várias representações vasculares da época (ou seja, as representações a negro e a vermelho em vasos, ânforas e outras peças cerâmicas quejandas). Aliás, o próprio Heródoto utiliza o termo maquera para designar o facão empunhado no lúgubre episódio do suicídio de Cleómenes I, em que funciona quase à guisa de uma arma sacrifical. 
Esta holonímia da palavra maquera ancorada ao âmbito doméstico é muito habitual noutros autores gregos, por exemplo Eurípides usa a palavra "maquera " para designar o facão do Cíclope (na sua peça satírica «O Ciclope»).
Durante o período clássico a palavra maquera, passou, portanto, também, a designar a faca sacrificial, de um gume e provavelmente já de lâmina recurva.

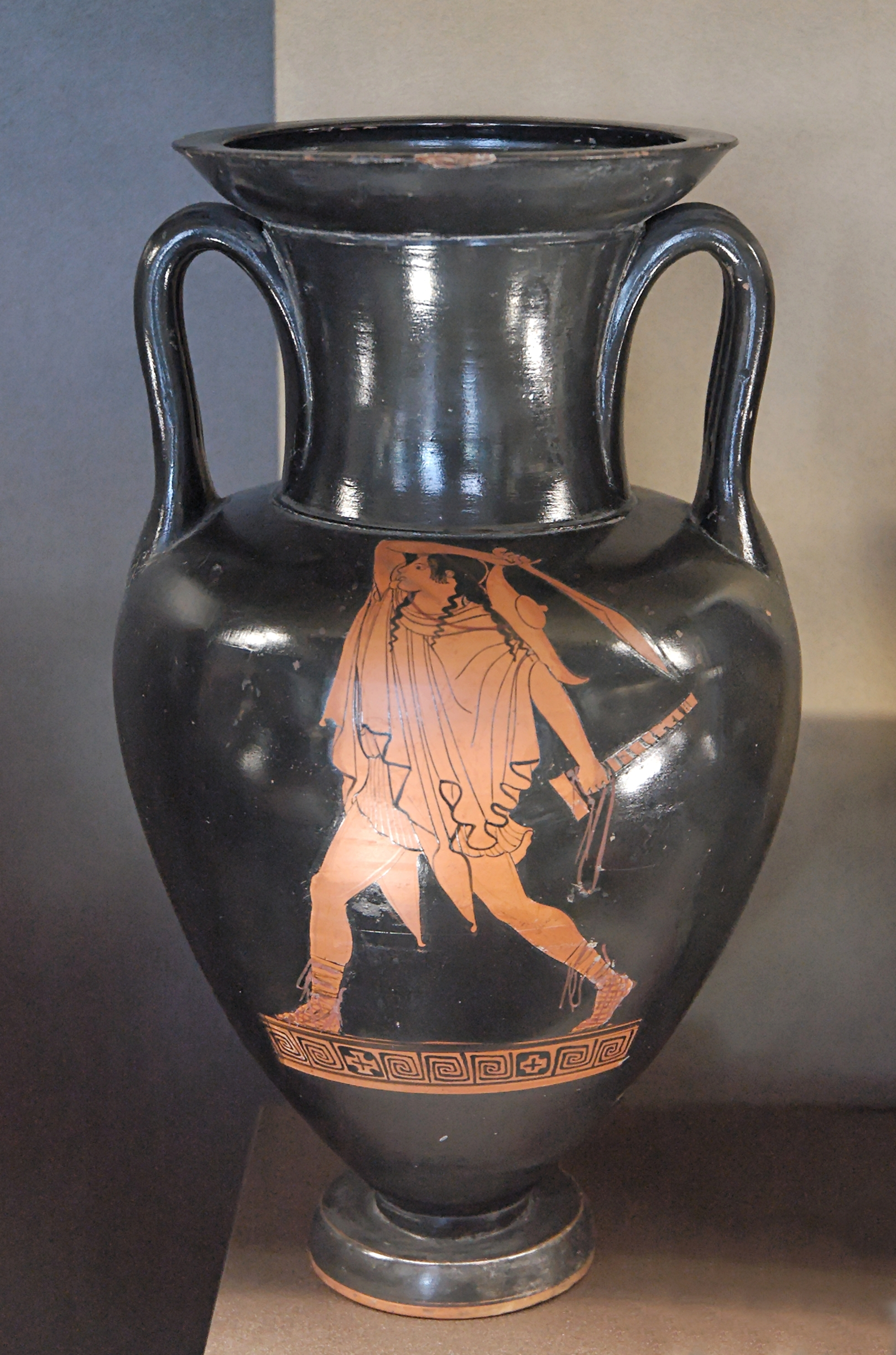
Um jovem brandindo uma maquera. Rosto de uma ânfora de figuras vermelhas da Ática, circa. 470 a.C.

Aristóteles, por torno de 200 a.C, chega a esmiuçar, certa vez, acerca de uma macaira délfica, que servia tanto matar as vítimas do sacrifício, como para esquartejar os cadáveres. Eurípides também chega a usar a palavra "macaira" para designar uma faca sacrificial, na sua peça trágica As Suplicantes (cerca de 423 a.C.), nomeadamente na passagem:
"A faca afiada com que hás-de abrir as vítimas e fazer o seu sangue esparrinhar-se"— Eurípedes, As Suplicantes
Neste período, também se usou o termo maquera para descrever instrumentos médicos, à guisa de bisturis. Num texto atribuído a Hipócrates, que terá vivido na segunda metade do século V a.C., encontra-se esse tipo de redacção. Sendo certo que há a possibilidade destes textos poderem ser apócrifos e posteriores.
Só mais tarde, no século IV a. C, quando já existiam os sabres há mais de um século, é que o substantivo maquera começa a ser usado para designar armas de guerra. Mas, mesmo assim, nem sempre se usou para designar os sabres recurvos de um só gume, à feição da falcata ibérica ou de outras armas quejandas, que já eram representadas nos vasos gregos,
```
em figuras vermelhas.
[
9
]
```

Ao longo da primeira metade do século IV a.C o substantivo "macaira"  foi muito usada por Xenofonte, com um sentido específico, que pouco se presta a ambiguidades. No seu tratado "Da Equitação", Xenofonte recomenda a macaira, que neste âmbito se reporta a um sabre de médias dimensões e de um só gume, face à espada curta e de lâmina recta (o xifo). Isto porque, dado que montado a cavalo o guerreiro fica de uma posição mais alta, torna-se mais fácil desferir golpes cortantes, de talhada, com a macaira, do que golpes perfurantes de estocada com o xifo.
Mas, para ferir os inimigos, a meu ver, é muito melhor a macaira do que o xifo, porque desferindo um altabaixo, mais profunda será o golpe dado pela macaira, arma que fere de talho, que do xifo.— ὡς δὲ τοὺς ἐναντίους βλάπτειν, μάχαιραν μὲν μᾶλλον ἢ ξίφος ἐπαινοῦμεν: ἐφ' ὑψηλοῦ γὰρ ὄντι τῷ ἱππεῖ κοπίδος μᾶλλον ἡ πληγὴ ἢ ξίφους ἀρκέσει.
- Xenofonte, in Da Equitação - cap. XII, pág. 11-12
Embora este trecho seja útil para distinguir a maquera/cópis do xifo, porque Xenofonte, enquanto militar, tem textos considerados de elevado rigor técnico no que respeita a implementos bélicos, há mesmo assim algumas dúvidas entre os historiadores. Isto porque esta distinção entre essas armas, apesar de útil, não nos fornece directamente uma distinção entre a maquera e a cópis, apenas nos permite saber que nenhuma das duas se confundia com o xifo.
Por outro lado, há vários contextos literários, nesta época, em que se vêem as palavras cópis e maquera ora usadas como sinónimos, ora usadas em contraposição uma com a outra, para denotar que são conceitos contrastantes, pelo que será de presumir que há mais nuances nas definições das duas espadas, do que aquilo que possa parecer à primeira vista.
Por exemplo, na Ciropédia, outra obra de Xenofonte, o autor às vezes usa as duas palavras justapostas, maquera-cópis, como para dizer a espada-punhal, por exemplo como quando se referiu aos Trácios. Outras vezes usa só a palavra cópis, como por exemplo quando se referiu às tropas egípcias.
Noutras instâncias, Xenofonte refere-se à maquera descrevendo uma arma como um sabre, que se brande, desferindo golpes de talhada e altabaixos, o que não seria possível de se fazer com uma arma de estocada, como se julga que poderá ter sido a cópis.
Por este motivo, não se tem uma certeza rigorosa das distinções das duas expressões, se se referirão a conceitos completamente diferentes ou se seriam armas diferentes, mas com características parecidas ou se seriam sinónimas uma da outra e Xenofonte as terá usado indistintamente, por uma questão estilística.

## Para os Romanos
No século VI a.C o autor romano, Políbio, já usava a palavra maquera indistintamente como um termo genérico para espada. Por exemplo, na sua descrição do sistema militar romano, refere-se várias vezes à maquera como arma própria dos vélites e como arma dos hastados e, neste âmbito, subentende-se que a palavra maquera já não colima concretamente uma espada curva ou recta, de um gume ou bigume, e se resume a uma noção genérica de "espada". Outro exemplo é o texto atribuído a Políbio, em que aquele relata a adopção romana das espadas ao estilo celtibero, mesmo já antes da Segunda Guerra Púnica, consagrando  o gládio hispano como "gladius hispaniensis" em latim e "iberiké machaira" (a maquera ibérica) em grego. Sendo bastante claro, olhando para o gládio hispano, com a sua lâmina foliforme, que aquele em nada se confunde com a folha recta ou ligeiramente curvada da maquera, na acepção grega da palavra.
A utilização do vocábulo maquera assestado a espadas de lâmina recta, reitera-se com Dionísio de Halicarnasso, o qual se serve dele para se referir às espadas celtas, muito certamente as da cultura de La Tène, que eram de gume recto e sem ponta afiada. É plausível que, neste contexto, Dionísio quisesse contrastar as espadas celtas, do tipo cortante, face às espadas romanas, do tipo perfurante.
A partir do século III a.c., a palavra grega machaira latinizou-se e entrou no vernáculo romano, sob a forma de machaera ou machærĭum, sendo certo que continuou a abarcar uma infinidade de significados possíveis, que alternavam conforme o contexto e o autor, dos quais se destacam, já na época imperial, a de facão pesado, de um só gume, usado por magareferes ou mesmo por verdugos (conforme consta nos textos de Suetónio). O dimaquero foi um tipo de gladiador romano que lutava com duas espadas, o seu nome resulta da latinização dos étimos gregos "di" (dois) e "machaira" (maquera; espada curta).
Por seu turno, Platão, no advento do século II a.C., usou amiúde esta palavra nas suas obras, sem que aquela conotasse qualquer alusão particular a alguma nacionalidade ou tipo especial de implemento cortante.
Noutras ocasiões, a palavra aparece mais tachada às armas de salteadores e ladrões, do que às de soldados e tropas de guerra.